# Abarema
Genre
Abarema est un genre de plantes à fleurs de la famille des Fabaceae. Il comprend une cinquantaine d'espèces.

## Taxinomie
Le genre a été créé par Pittier en 1927. Il a été redéfini par Soares et collaborateurs en 2021 pour des raisons de polyphylie, en recréant deux genres : Jupunba et Punjuba.

## Liste d'espèces
Selon The Plant List (22 septembre 2013) :
- Abarema abbottii (Rose & Leonard) Barneby & J.W.
- Abarema acreana (J.F.Macbr.) L.Rico
- Abarema adenophora (Ducke) Barneby & J.W. Grimes
- Abarema adenophorum (Ducke) Barneby & J.W.Grimes
- Abarema agropecuaria Barneby & J.W.Grimes
- Abarema alexandri (Urb.) Barneby & J.W.Grimes
- Abarema asplenifolia (Griseb.) Barneby & J.W.Grimes
- Abarema auriculata (Benth.) Barneby & J.W.Grimes
- Abarema barbouriana (Standl.) Barneby & J.W.Grimes
- Abarema brachystachya (DC.) Barneby & J.W.Grimes
- Abarema callejasii Barneby & J.W.Grimes
- Abarema campestris (Benth.) Barneby & J.W.Grimes
- Abarema centiflora Barneby & J.W.Grimes
- Abarema cochleata (Willd.) Barneby & J.W.Grimes
- Abarema cochliocarpos (Gomes) Barneby & J.W.Grimes
- Abarema commutata Barneby & J.W.Grimes
- Abarema curvicarpa (H.S.Irwin) Barneby & J.W.Grime
- Abarema cyclosperma (DC.) Kosterm.
- Abarema ferruginea (Benth.) Pittier
- Abarema filamentosa (Benth.) Pittier
- Abarema floribunda (Benth.) Barneby & J.W.Grimes
- Abarema gallorum Barneby & J.W.Grimes
- Abarema ganymedea Barneby & J.W.Grimes
- Abarema glauca (Urb.) Barneby & J.W.Grimes
- Abarema idiopoda (S.F.Blake) Barneby & J.W.Grime
- Abarema josephi Barneby & J.W.Grimes
- Abarema jupunba (Willd.) Britton & Killip
- Abarema killipii (Britton & Killip) Barneby & J.
- Abarema laeta (Benth.) Barneby & J.W. Grimes
- Abarema langsdorffii (Benth.) Barneby & J.W. Grimes
- Abarema langsdorfii Benth.
- Abarema lehmannii (Britton & Killip) Barneby & J.
- Abarema leucophylla (Benth.) Barneby & J.W.Grimes
- Abarema levelii (Cowan) Barneby & J.W.Grimes
- Abarema longipedunculata (H.S.Irwin) Barneby & J.W.Grime
- Abarema lovellae (Bailey) Kosterm.
- Abarema macradenia (Pittier) Barneby & J.W.Grimes
- Abarema mataybifolia (Sandwith) Barneby & J.W. Grimes
- Abarema microcalyx (Benth.) Barneby & J.W.Grimes
- Abarema muellerana (Maiden & R. Baker) Kosterm.
- Abarema nipensis (Britton) Barneby & J.W.Grimes
- Abarema obovalis (A.Rich.) Barneby & J.W.Grimes
- Abarema obovata (Benth.) Barneby & J.W.Grimes
- Abarema oppositifolia (Urb.) Barneby & J.W.Grimes
- Abarema oxyphyllidia Barneby & J.W.Grimes
- Abarema piresii Barneby & J.W.Grimes
- Abarema racemiflora (Donn.Sm.) Barneby & J.W.Grimes
- Abarema ricoae Barneby & J.W.Grimes
- Abarema turbinata (Benth.) Barneby & J.W.Grimes
- Abarema villifera (Ducke) Barneby & J.W.Grimes
- Abarema zollerana (Standl. & Steyerm.) Barneby &

Selon Tropicos (22 septembre 2013) (Attention liste brute contenant possiblement des synonymes) :
- Abarema abbottii (Rose & Leonard) Barneby & J.W. Grimes
- Abarema abeywickramae Kosterm.
- Abarema acreana (J.F. Macbr.) L. Rico
- Abarema adenophora (Ducke) Barneby & J.W. Grimes
- Abarema alexandri (Urb.) Barneby & J.W. Grimes
- Abarema angulata (Benth.) Kosterm.
- Abarema arborescens (Kosterm.) Kosterm.
- Abarema aspleniifolia (Griseb.) Barneby & J.W. Grimes
- Abarema auriculata (Benth.) Barneby & J.W. Grimes
- Abarema barbouriana (Standl.) Barneby & J.W. Grimes
- Abarema bauchei (Gagnep.) Kosterm.
- Abarema bigemina Kosterm.
- Abarema borneensis (Benth.) Kosterm.
- Abarema brachystachya (DC.) Barneby & J.W. Grimes
- Abarema callejasii Barneby & J.W. Grimes
- Abarema campestris (Spruce ex Benth.) Barneby & J.W. Grimes
- Abarema celebica (Kosterm.) Kosterm.
- Abarema centiflora Barneby & J.W. Grimes
- Abarema claviflora (Spruce ex Benth.) Kleinhoonte
- Abarema clypearia (Jack) Kosterm.
- Abarema cochleata (Willd.) Barneby & J.W. Grimes
- Abarema cochliacarpos (Gomes) Barneby & J.W. Grimes
- Abarema commutata Barneby & J.W. Grimes
- Abarema contorta (Mart.) Kosterm.
- Abarema cordifolia (T.L. Wu) C. Chen & H. Sun
- Abarema crateradena Kosterm.
- Abarema cuneadena Kosterm.
- Abarema curvicarpa (H.S. Irwin) Barneby & J.W. Grimes
- Abarema cyclosperma (DC.) Kosterm.
- Abarema dalatensis Kosterm.
- Abarema dodonaeifolia (Pers.) Balb.
- Abarema dolichadena Kosterm.
- Abarema elliptica (Blume) Kosterm.
- Abarema ferruginea (Benth.) Pittier
- Abarema filamentosa (Benth.) Pittier
- Abarema floribunda (Spruce ex Benth.) Barneby & J.W. Grimes
- Abarema fournieri (Vieill.) Kosterm.
- Abarema gallorum Barneby & J.W. Grimes
- Abarema ganymedea Barneby & J.W. Grimes
- Abarema glauca (Urb.) Barneby & J.W. Grimes
- Abarema globosa Kosterm.
- Abarema glomeriflora Kosterm.
- Abarema gracillima Kosterm.
- Abarema grandiflora Kosterm.
- Abarema harmsii Kosterm.
- Abarema hendersonii Kosterm.
- Abarema idiopoda (S.F. Blake) Barneby & J.W. Grimes
- Abarema josephi Barneby & J.W. Grimes
- Abarema jupunba (Willd.) Britton & Killip
- Abarema kalkmanii Kosterm.
- Abarema kalkmannii Kosterm.
- Abarema kerrii (Gagnep.) Kosterm.
- Abarema kiahii Kosterm.
- Abarema killipii (Britton & Rose ex Britton & Killip) Barneby & J.W. Grimes
- Abarema kinabaluensis Kosterm.
- Abarema kuenstleri Kosterm.
- Abarema laeta (Benth.) Barneby & J.W. Grimes
- Abarema langsdorffii (Benth.) Barneby & J.W. Grimes
- Abarema langsdorfii Barneby & J.W. Grimes
- Abarema laxiflora Kosterm.
- Abarema lehmannii (Britton & Rose ex Britton & Killip) Barneby & J.W. Grimes
- Abarema leucophylla (Spruce ex Benth.) Barneby & J.W. Grimes
- Abarema levelii (R.S. Cowan) Barneby & J.W. Grimes
- Abarema limae Iganci & M.P. Lima
- Abarema longipedunculata (H.S. Irwin) Barneby & J.W. Grimes
- Abarema lovellae (Bailey) Kosterm.
- Abarema lucida (Benth.) Kosterm.
- Abarema macradenia (Pittier) Barneby & J.W. Grimes
- Abarema maestrensis Bassler
- Abarema malinoensis Kosterm.
- Abarema mataybifolia (Sandwith) Barneby & J.W. Grimes
- Abarema microcalyx (Spruce ex Benth.) Barneby & J.W. Grimes
- Abarema microcarpa Kosterm.
- Abarema mindanaensis Kosterm.
- Abarema monadelpha Kosterm.
- Abarema moniliformis (Ducke) Barneby & J.W. Grimes
- Abarema motleyana Kosterm.
- Abarema muellerana (Maiden & R. Baker) Kosterm.
- Abarema multiflora Kosterm.
- Abarema multifoliolata (H.Q. Wen) X.Y. Zhu
- Abarema muricarpa Kosterm.
- Abarema nediana Kosterm.
- Abarema nipensis (Britton) Barneby & J.W. Grimes
- Abarema novo-guineensis Kosterm.
- Abarema obovalis (A. Rich.) Barneby & J.W. Grimes
- Abarema obovata (Benth.) Barneby & J.W. Grimes
- Abarema occultata (Gagnep.) Kosterm.
- Abarema opposita Kosterm.
- Abarema oppositifolia (Urb.) Barneby & J.W. Grimes
- Abarema oxyphyllidia Barneby & J.W. Grimes
- Abarema pahangensis Kosterm.
- Abarema pauciflora Kosterm.
- Abarema pellita (Gagnep.) Kosterm.
- Abarema piresii Barneby & J. Grimes
- Abarema poilanei Kosterm.
- Abarema quocensis Kosterm.
- Abarema racemiflora (Donn. Sm.) Barneby & J.W. Grimes
- Abarema racemosa (Ducke) Kleinhoonte
- Abarema robinsonii (Gagnep.) Kosterm.
- Abarema sapindoides Kosterm.
- Abarema scutifera Kosterm.
- Abarema sessiliflora Kosterm.
- Abarema subcoriacea Kosterm.
- Abarema sumbawaensis Kosterm.
- Abarema syringifolia Kosterm.
- Abarema teijsmannii Kosterm.
- Abarema tetraphylla (Gagnep.) Kosterm.
- Abarema tjendana Kosterm.
- Abarema trapezifolia (Vahl) Pittier
- Abarema trichophylla Kosterm.
- Abarema triplinervia Kosterm.
- Abarema turbinata (Benth.) Barneby & J.W. Grimes
- Abarema utile (Chun & F.C. How) Kosterm.
- Abarema utilis Kosterm.
- Abarema villifera (Ducke) Barneby & J.W. Grimes
- Abarema villosa Iganci & M.P. Lima
- Abarema waitzii Kosterm.
- Abarema yunnanensis Kosterm.
- Abarema zolleriana (Standl. & Steyerm.) Barneby & J.W. Grimes

Selon Plants of the World online (POWO) (21 octobre 2024):
- Abarema cochliacarpos (Gomes) Barneby & J.W.Grimes
- Abarema diamantina E.Guerra, Iganci & M.P.Morim
- Abarema levelii (R.S.Cowan) Barneby & J.W.Grimes
- Abarema maestrensis (Urb.) Bässler

## Publications originales
1. ↑  Pittier H., 1927. Arboles y arbustos del orden de las Leguminosas. Trabajos del Museo Comercial de Venezuela, 2: 112.
2. ↑  (en) Soares M.V.B., Guerra E., Morim M.P. et Iganci J.R.V., « Reinstatement and recircumscription of Jupunba and Punjuba (Fabaceae) based on phylogenetic evidence. », Botanical Journal of the Linnean Society, vol. 196, no 4,‎ 2021, p. 456–479 (DOI 10.1093/botlinnean/boab007)